# Dom automatiska undrens tid är förbi
Dom automatiska undrens tid är förbi är ett album från 2004 av Anders F Rönnblom.

## Låtlista
1. Dom automatiska undrens tid är förbi -5:42
2. Tolv tiggare - 3:38
3. Jesus på DVD -4:35
4. Komikern och frälsaren - 4:17
5. U-land - 3:53
6. Gospel - 4:14
7. Minnesbilder - 5:58
8. Pappersmugg - 3:59
9. Kommer kärleken igen, kommer barnen att förstå - 6:25
10. Ett samhälle i sönderfall - 8:12
11. Två män står - 4:03
12. Den gamla dammen - 4:10
13. Vykort från förödelsen -4:35